# Добринське плато
Добринське плато — плато в північно-східній Болгарії, на Східній Дунайській рівнині, у Варненської області.  Назва плато походить від села Добрина, розташованого в південно-західній частині Провадії.
Добринське плато піднімається на сході  східної долини Дунаю, розташоване між Провадійською ущелиною  Провадійської річки на заході, Добруджанським плато на  півночі, Девненської низиною на сході і Синделською низиною на півдні. Довжина плато з заходу на схід становить близько 10 км, а ширина з півночі на південь - близько 6 км. Його максимальна висота гора Бардото 360 м, розташована в північній частині в 900 м на південний - схід від села Петров Дол.
Плато складається з нижніх і верхніх крейд і мергелів, обкладених еоценовими глинисто-піщаними скелями. На заході, півночі і сході схили круті, трохи вертикальні, а на південь плавно спускаються до Синдельської рівнини. Особливо примітні західні схили плато, що піднімаються вертикально над лівим берегом річки Провадія в районі міста Провадія, увінчані вапняними скелями. У деяких місцях денівеляція по сусіднім землям перевищує 300 м.  В цілому плато має невеликий схил на південь.
Клімат помірно-континентальний з відносно холодною зимою і теплим літом.  Добринське плато відокремлене від глибоких ущелин.  Від нього тече  річка Манастир, ліва притока Провадійської річки, яка тече в південному напрямку і ділить плато на дві майже рівні частини.
У південно-західній частині плато знаходиться село Добрина, а по її периферії - міста Провадія на заході, Девня на сході і села Петров Дол і Старозелець на півночі і Монастир на півдні.

## Топографічна карта
- Аркуш карти K-35-31. Масштаб: 1 : 100 000.
- Аркуш карти K-35-32. Масштаб: 1 : 100 000.